# Kindereisenbahn Nachitschewan
| Lokomotive TU2-206 in Baku, 2005 |                     |                                        |                                        |
| Streckenlänge: | 0,7–1 km            |                                        |                                        |
| Spurweite: | 750 mm (Schmalspur) |                                        |                                        |
| |                     |                                        |                                        |
| \| \| 0,0 \| Pionerlər sarayı (Palast der Pioniere) \| Pionerlər sarayı (Palast der Pioniere) \| \| \| \| Sovetabad \| \| \| \| 0,7 \| İdman (Sport) oder Gənclik (Jugend) \| İdman (Sport) oder Gənclik (Jugend) \| |                     |                                        |                                        |
| Kopfbahnhof Streckenanfang (Strecke außer Betrieb) | 0,0                 | Pionerlər sarayı (Palast der Pioniere) | Pionerlər sarayı (Palast der Pioniere) |
| Haltepunkt / Haltestelle (Strecke außer Betrieb) |                     | Sovetabad                              | Sovetabad                              |
| Kopfbahnhof Streckenende (Strecke außer Betrieb) | 0,7                 | İdman (Sport) oder Gənclik (Jugend)    | İdman (Sport) oder Gənclik (Jugend)    |

Die Kindereisenbahn Nachitschewan  (aserbaidschanisch Naxçıvan Uşaq Dəmir Yolu) war eine schmalspurige Kindereisenbahn in Naxçıvan (seit Januar 1990: Autonome Republik Nachitschewan). Sie verlief auf einer 0,7 oder nach anderen Angaben einen Kilometer langen Strecke mit einer Spurweite von 750 Millimetern mit einer Zwischenhaltestelle zwischen zwei Kopfbahnhöfen. Die Bahn wurde 1978 als südlichste der vielen Pioniereisenbahnen in der Sowjetunion eröffnet und 2000 außer Betrieb genommen.

## Schienenfahrzeuge
Die ersten Dieselloks der Kindereisenbahn Nachitschewan waren die TU2-206 und TU-182. Ihre drei Pafawag-Wagen wurden zuvor auf der Kindereisenbahn Baku eingesetzt. Die Diesellokomotive TU2-206 wurde zur Kindereisenbahn Baku überführt, woraufhin die Kindereisenbahn Nachitschewan die Diesellokomotive TU2-099 erhielt, die vorher auf der Kindereisenbahn Baku betrieben wurde. Im Jahr 1987 erhielt die Kindereisenbahn Nachitschewan eine neue Diesellokomotive TU7-0204, die noch im gleichen Jahr an die Kindereisenbahn Baku übergeben wurde.

### Diesellokomotiven
- ТУ2 – TU2-206, TU-182 und TU2-099
- ТУ7 – TU7-0204

### Wagen
- 3  Pafawag-Wagen